# James Edwards
James Franklin Edwards (Seattle (Washington, VS), 22 november 1955) is een Amerikaans oud-basketballer die driemaal het NBA kampioenschap won. Tweemaal won hij de kampioensring met de Detroit Pistons en eenmaal met de Chicago Bulls.